# Campionato marocchino di calcio
Il campionato marocchino di calcio è articolato su tre livelli: il massimo livello nazionale, la Botola 1 Pro, a cui prendono parte 16 squadre, la seconda divisione, detta Botola 2, cui prendono parte 16 squadre, e lo Championnat National Amateur, cui partecipano altre 16 squadre.

## Struttura
| Livello | Divisioni                               |
| ------- | --------------------------------------- |
| 1       | Botola 1 Pro 16 squadre                 |
| 2       | Botola 2 16 squadre                     |
| 3       | Championnat National Amateur 16 squadre |